# 空創クリップ
『空創クリップ』（くうそうクリップ）は、スキマスイッチの2枚目のオリジナルアルバム。

## 解説
- 初回生産限定盤・通常盤の2種同時発売。初回盤にはDVDが付属されている。また、紙ジャケット仕様。2018年のユニバーサルミュージック移籍時に「スキマスイッチ」までのアルバムと一緒に再発されている
- 自身初のオリコンアルバムチャート1位を記録した。
- 表紙のイラストは塩田雅紀が手がけたもの。
- 本作について大橋は「本当に歌いたい曲、やりたい曲だけをチョイスした11曲」としている[1]。
- 制作にあたって常田は「アルバム全体の方向性とかってほとんど考えず、2枚目のアルバムであることだけを考えた」「逆にあまりキレイにまとめずにグチャっとさせたかった」と語っている[1]。
- 大橋は「とっちらかっててもいいけど、背伸びだけはしたくなかった。等身大の自分たちを出すということをまずは考えたかった」「何より自分たちが今歌いたい曲を歌うってことを大事にした。そういう意味では曲に向かう気持ちが１st以上に強いと思います。」と語っている[1]。
- 後のインタビューでは曲順について「（アルバム）1枚に物語というか、ストーリーを付けたがっていた」と明かしている[2]。

## 収録曲
CD
| 全作詞・作曲: スキマスイッチ。 |                                          |                |                |      |
| #                              | タイトル                                 | 作詞           | 作曲・編曲     | 時間 |
| 1.                             | 「君に告げる」                           | スキマスイッチ | スキマスイッチ | 1:16 |
| 2.                             | 「全力少年」                             | スキマスイッチ | スキマスイッチ | 4:31 |
| 3.                             | 「水色のスカート」                       | スキマスイッチ | スキマスイッチ | 3:58 |
| 4.                             | 「冬の口笛 (feat. Takuya ver.)」         | スキマスイッチ | スキマスイッチ | 5:25 |
| 5.                             | 「フィクション」                         | スキマスイッチ | スキマスイッチ | 4:29 |
| 6.                             | 「さみしくとも明日を待つ（Album ver.）」 | スキマスイッチ | スキマスイッチ | 7:04 |
| 7.                             | 「キレイだ」                             | スキマスイッチ | スキマスイッチ | 3:46 |
| 8.                             | 「かけら ほのか」                        | スキマスイッチ | スキマスイッチ | 3:52 |
| 9.                             | 「目が覚めて」                           | スキマスイッチ | スキマスイッチ | 5:54 |
| 10.                            | 「飲みに来ないか」                       | スキマスイッチ | スキマスイッチ | 3:37 |
| 11.                            | 「雨待ち風（Album ver.）」               | スキマスイッチ | スキマスイッチ | 6:44 |
| 合計時間:                      | 合計時間:                                | 50:36          |                |      |

## 楽曲解説
1. 君に告げる
  - 歌始まりに拘って作られた楽曲[2]。
  - 敢えて息継ぎのボリュームを上げて収録している[2]。
  - 「全力少年」へつなげることを意識して作られた[2]。
  - 1曲目をインスト曲にする案もあったため、常田曰く「インストっぽさ」の残る仕上がりになっている[2]。
2. 全力少年
  - 5thシングル
  - 2人の好きなアーティストのアルバムの2曲目がシングル曲が多かった影響で、この曲順になったことを明かしている[2]。
3. 水色のスカート
  - 仮契約期間中に制作した"炎の10曲"の内の1曲[2]。
  - 大橋が作ったデモを基に制作された[2]。
  - 歌詞は「性癖感」「癖の強い恋愛模様」を意識して書かれている[2]。
4. 冬の口笛 (feat. Takuya ver.)
  - 4thシングル
  - アウトロに大橋が演奏するハーモニカが追加されている。
5. フィクション
  - 大橋が銀行マンの友達の為に作った曲。
  - 歌詞カードには最後に「※この物語はフィクションです」と入っている。
  - 大橋がなんとなくギターを弾いていた時にイントロのフレーズが浮かんで出来上がった[2]。
  - 出来上がったのは「全力少年」の前であったため、アッパーな曲を作りたがっていた常田はこの曲をシングルにすることを考えていた[2]。
  - 大橋が初めてエレキギターをレコーディングした楽曲でもある[2]。
  - セルフカバーアルバム『re:Action』にフラワーカンパニーズプロデュースによるリアレンジ・バージョンが収録されている。
6. さみしくとも明日を待つ（Album ver.）
  - 5thシングル「全力少年」カップリングのアルバムバージョン
  - 演奏時間がシングルバージョンより2分近く長い。大サビが追加され、フェードアウトしない形になっている。
  - 本バージョンの大サビは、レコーディングに参加したGRAPEVINEの田中和将のアイデア[2]。
7. キレイだ
  - w-inds.に提供した楽曲のセルフカバー。
  - アレンジがw-inds.に提供したバージョンと大きく異なっている。イントロだけでは「キレイだ」だと分からないようにしたと語っている。
  - 真心ブラザーズの「チャンス」の影響を受けて作られた楽曲[2]。
  - 歌詞は言葉遊びに拘ったことを明かしている[2]。
8. かけら ほのか
  - このアルバムの「核」となる曲。
  - 仮契約期間中に制作した"炎の10曲"の内の1曲[2]。
  - 大橋が作ったデモを基に制作された[2]。
  - 夏の終わりの曲にしたいと「花火大会の後」や「線香花火」を意識して作ったと語っている[2]。
  - 制作時のキーが低すぎたため、レコーディング当日にキーを上げたことを明かしている[2]。
  - 常田は「自分では絶対に書けない曲」として気に入っており、聴いた瞬間から本作に「絶対に入れよう」と考えいてたと語っている[2]。
  - 後のインタビューで大橋は「下心の肝試し」という歌詞に手応えを感じていたことを明かしている[2]。
9. 目が覚めて
  - 元々4パターンほど大きく分けてあったものを何回も書き直して最終的に一つにした曲。
  - 山崎まさよしの影響を受けて大橋が作った楽曲[2]。
  - 大橋自身は、サビが盛り上がりに欠けていると感じ作り直そうとしていたが、常田やスタッフが説得しそのままレコーディングすることとなった[2]。
  - この曲が出来た当時のタイトルは「時々」だった。
  - ベスト・アルバム『POPMAN'S WORLD〜All Time Best 2003-2013〜』の初回生産限定盤のボーナスCDには、「時々」が収録されている。
  - インディーズ時代のアルバムであるDEMO TRACKSにデモ音源の「目が覚めてひとり」が収録されており、表記上の歌詞が若干異なっている。
10. 飲みに来ないか
  - タカラCanチューハイ果実きわだつチューハイTVCMソング
  - 大橋はシングルとしてリリースしたかったと語っている[2]。
  - ドラムで参加した矢野博康が「コンビニでかっこいいフレーズが聞こえてきたと思ったらこの曲だった」と語っていたことを明かしている[2]。
  - ビデオクリップが制作されており、俳優の田中圭が出演している[注釈 1]。
  - 20周年記念のベストアルバム『POPMAN'S WORLD -Second-』のDisc2「TKY selection」に収録されている。選曲にあたって大橋は「（『空創クリップ』に）このテイストの楽曲を入れているのが僕っぽい」と語っている[3]。
11. 雨待ち風（Album ver.）
  - 6thシングルのアルバムバージョン
  - シングルバージョンより前奏が45秒長くなってる。

## 初回特典DVD収録内容
1. インタビュー[4]
2. 冬の口笛 ビデオ・クリップ[4]
3. 全力少年 ビデオ・クリップ[4]
4. 雨待ち風 ＜album ver.＞ ビデオ・クリップ[4]

## 参加ミュージシャン
1. 君に告げる
  - 大橋卓弥：Vocal, Acoustic Guitar
  - 常田真太郎：Piano, Treatments
  - 弦一徹ストリングス：Strings
2. 全力少年
  - 大橋卓弥：Vocal, Chorus
  - 常田真太郎：Piano, Other Instruments, Treatments
  - 桜井秀俊 (真心ブラザーズ)：Acoustic Guitar
  - 沖山優司：Bass
  - 村石雅行：Drums
  - 若森さちこ：Percussion
  - 上石統, 田中充：Trumpet
  - 宮内岳太郎：Trombone
  - 渡辺ファイヤー：Sax
  - 弦一徹ストリングス：Strings
  - 朝川朋之：Harp
3. 水色のスカート
  - 大橋卓弥：Vocal, Chorus, Acoustic Guitar
  - 常田真太郎：Piano, Other Instruments, Treatments
  - 金森佳朗：Bass
  - 矢野博康：Drums
  - 若森さちこ：Percussion
  - 弦一徹ストリングス：Strings
4. 冬の口笛 (feat. Takuya Ver.)
  - 大橋卓弥：Vocal, Chorus, Harmonica Solo
  - 常田真太郎：Piano, Other Instruments, Treatments
  - 佐橋佳幸：Acoustic Guitar
  - 金森佳朗：Bass
  - 矢野博康：Drums
  - 若森さちこ：Percussion
  - 篠崎正嗣ストリングス：Strings
  - 山本拓夫：Flute
  - 村山達哉：Strings Supervise
5. フィクション
  - 大橋卓弥：Vocal, Chorus, Acoustic Guitar, Electric Guitar
  - 常田真太郎：Piano, Other Instruments, Treatments
  - 佐橋佳幸：Electric Guitar
  - 沖山優司：Bass
  - 古田たかし：Drums, Percussion
  - 4人の侍：Hand Clap
6. さみしくとも明日を待つ (album ver.)
  - 大橋卓弥：Vocal, Chorus, Acoustic Guitar
  - 常田真太郎：Piano, Treatments
  - 田中和将(GRAPEVINE)：Electric Guitar (L)
  - 西川弘剛(GRAPEVINE)：Electric Guitar (R)
  - 亀井亨(GRAPEVINE)：Drums
  - 金戸覚：Bass
  - 高野勲：Synthesizer
7. キレイだ
  - 大橋卓弥：Vocal, Chorus, Acoustic Guitar
  - 常田真太郎：Other Instruments, Treatments
  - 桜井秀俊 (真心ブラザーズ)：Electric Guitar
  - 沖山優司：Bass
  - 佐野康夫：Drums
  - 若森さちこ：Percussion
8. かけら ほのか
  - 大橋卓弥：Vocal, Chorus
  - 常田真太郎：Piano, Treatments
  - 金森佳朗：Bass
  - 橘谷田真：Drums
  - 若森さちこ：Percussion
  - 山本拓夫：Flute, Alto Flute, Clarinet, Bass Clarinet
9. 目が覚めて
  - 大橋卓弥：Vocal, Chorus
  - 常田真太郎：Piano, Other Instruments, Treatments
  - 小倉博和 (山弦)：Acoustic Guitar (L)
  - 佐橋佳幸 (山弦)：Acoustic Guitar (R)
  - 若森さちこ：Percussion
10. 飲みに来ないか
  - 大橋卓弥：Vocal, Chorus, Acoustic Guitar
  - 常田真太郎：Other Instruments, Chorus, Treatments
  - 桜井秀俊 (真心ブラザーズ)：Electric Guitar, 12 Strings Guitar
  - 金森佳朗：Bass
  - 矢野博康：Drums
  - 若森さちこ：Percussion
  - 村田陽一：Trombone
  - 西村浩二：Flugel Horn
11. 雨待ち風 (album ver.)
  - 大橋卓弥：Vocal, Chorus
  - 常田真太郎：Piano, Treatments
  - 高野寛：Acoustic Guitar
  - 金森佳朗：Bass
  - 矢野博康：Drums
  - 若森さちこ：Percussion
  - 山本拓夫：Flute, Clarinet
  - 弦一徹ストリングス：Strings

## ライブ映像作品
| 曲名                   | 発売年 | 作品名                                                                                     |
| ---------------------- | ------ | ------------------------------------------------------------------------------------------ |
| 君に告げる             | 2015年 | sukimaswitch official fan club DELUXE FAN CLUB EVENT TOUR 「V.I.P. Vol.3」                 |
| 全力少年               | -      | →「 全力少年#ライブ映像作品 」を参照                                                       |
| 水色のスカート         | 2009年 | SUKIMASWITCH TOUR'09 "DOUBLES" LIVE DVD                                                    |
| 水色のスカート         | 2022年 | スキマスイッチ TOUR '06 “空創トリップ” THE MOVIE                                           |
| 冬の口笛               | -      | →「 冬の口笛#ライブ映像作品 」を参照                                                       |
| フィクション           | 2009年 | SUKIMASWITCH TOUR'09 "DOUBLES" LIVE DVD                                                    |
| フィクション           | 2010年 | スキマスイッチ TOUR 2010 "LAGRANGIAN POINT"THE MOVIE                                       |
| フィクション           | 2015年 | sukimaswitch official fan club DELUXE FAN CLUB EVENT TOUR 「V.I.P. Vol.2」                 |
| フィクション           | 2015年 | sukimaswitch official fan club DELUXE FAN CLUB EVENT TOUR 「V.I.P. Vol.3」                 |
| フィクション           | 2022年 | スキマスイッチ TOUR '05 “全国少年” THE MOVIE                                               |
| フィクション           | 2022年 | スキマスイッチ TOUR '06 “空創トリップ” THE MOVIE                                           |
| フィクション           | 2023年 | DELUXE FAN CLUB EVENT TOUR V.I.P. Vol.4                                                    |
| さみしくとも明日を待つ | -      | →「 さみしくとも明日を待つ#ライブ映像作品 」を参照                                         |
| キレイだ               | 2004年 | 冬の口笛                                                                                   |
| キレイだ               | 2008年 | スキマスイッチ ARENA TOUR'07 "W-ARENA"THE MOVIE                                            |
| キレイだ               | 2012年 | スキマスイッチ TOUR 2012 “musium” THE MOVIE                                                |
| キレイだ               | 2020年 | スキマスイッチ TOUR 2019-2020 POPMAN'S CARNIVAL vol.2                                      |
| キレイだ               | 2021年 | スキマスイッチ2021ライブ&ドキュメンタリーfor DELUXE                                        |
| キレイだ               | 2022年 | スキマスイッチ TOUR '06 “空創トリップ” THE MOVIE                                           |
| キレイだ               | 2023年 | DELUXE FAN CLUB EVENT TOUR V.I.P. Vol.4                                                    |
| キレイだ               | 2024年 | スキマスイッチ 20th Anniversary "POPMAN'S WORLD 2023 Premium" THE MOVIE 〜HOBO KANZENBAN〜 |
| かけら ほのか          | 2016年 | スキマスイッチ TOUR 2016 “POPMAN'S CARNIVAL” THE MOVIE                                     |
| かけら ほのか          | 2022年 | スキマスイッチ TOUR '05 “全国少年” THE MOVIE                                               |
| かけら ほのか          | 2022年 | スキマスイッチ TOUR '06 “空創トリップ” THE MOVIE                                           |
| 目が覚めて             | 2022年 | スキマスイッチ TOUR '05 “全国少年” THE MOVIE                                               |
| 目が覚めて             | 2022年 | スキマスイッチ TOUR '06 “空創トリップ” THE MOVIE                                           |
| 飲みに来ないか         | 2008年 | スキマスイッチ ARENA TOUR'07 "W-ARENA"THE MOVIE                                            |
| 飲みに来ないか         | 2010年 | スキマスイッチ TOUR 2010 "LAGRANGIAN POINT"THE MOVIE                                       |
| 飲みに来ないか         | 2015年 | sukimaswitch official fan club DELUXE FAN CLUB EVENT TOUR 「V.I.P. Vol.2」                 |
| 飲みに来ないか         | 2016年 | スキマスイッチ TOUR 2016 “POPMAN'S CARNIVAL” THE MOVIE                                     |
| 飲みに来ないか         | 2019年 | SUKIMASWITCH 15th Anniversary Special at YOKOHAMA ARENA 〜Reversible〜 THE MOVIE           |
| 飲みに来ないか         | 2021年 | スキマスイッチ TOUR 2020-2021 Smoothie THE MOVIE                                           |
| 飲みに来ないか         | 2022年 | スキマスイッチ TOUR '05 “全国少年” THE MOVIE                                               |
| 飲みに来ないか         | 2022年 | スキマスイッチ TOUR '06 “空創トリップ” THE MOVIE                                           |
| 飲みに来ないか         | 2024年 | スキマスイッチ 20th Anniversary "POPMAN'S WORLD 2023 Premium" THE MOVIE 〜HOBO KANZENBAN〜 |
| 雨待ち風               | -      | →「 雨待ち風#ライブ映像作品 」を参照                                                       |

## 他のアルバムへの収録
| 曲名                   | 発売年 | 作品名                                                                 | 分類         |
| ---------------------- | ------ | ---------------------------------------------------------------------- | ------------ |
| 君に告げる             | -      | -                                                                      | -            |
| 全力少年               | -      | →「 全力少年#収録アルバム 」を参照                                     | -            |
| 水色のスカート         | -      | -                                                                      | -            |
| 冬の口笛               | -      | →「 冬の口笛#収録アルバム 」を参照                                     | -            |
| フィクション           | 2010年 | スキマスイッチ TOUR 2010 "LAGRANGIAN POINT"                            | ライブ       |
| フィクション           | 2017年 | re:Action                                                              | コンセプト   |
| さみしくとも明日を待つ | -      | →「 さみしくとも明日を待つ#収録アルバム 」を参照                       | -            |
| キレイだ               | 2007年 | グレイテスト・ヒッツ                                                   | ベスト       |
| キレイだ               | 2008年 | スキマスイッチ ARENA TOUR'07 "W-ARENA"                                 | ライブ       |
| キレイだ               | 2012年 | スキマスイッチ TOUR 2012 "musium"                                      | ライブ       |
| キレイだ               | 2013年 | POPMAN'S WORLD〜All Time Best 2003-2013〜                              | ベスト       |
| キレイだ               | 2024年 | スキマスイッチ 20th Anniversary "POPMAN'S WORLD 2023 Premium"          | ライブ       |
| かけら ほのか          | 2016年 | スキマスイッチ TOUR 2016 “POPMAN'S CARNIVAL”                           | ライブ       |
| かけら ほのか          | 2020年 | スキマノハナタバ 〜Smile Song Selection〜                              | コンセプト   |
| 目が覚めて             | 2003年 | DEMOTRACKS                                                             | インディーズ |
| 飲みに来ないか         | 2007年 | グレイテスト・ヒッツ                                                   | ベスト       |
| 飲みに来ないか         | 2008年 | スキマスイッチ ARENA TOUR'07 "W-ARENA"                                 | ライブ       |
| 飲みに来ないか         | 2010年 | スキマスイッチ TOUR 2010 "LAGRANGIAN POINT"                            | ライブ       |
| 飲みに来ないか         | 2013年 | POPMAN'S WORLD〜All Time Best 2003-2013〜                              | ベスト       |
| 飲みに来ないか         | 2016年 | スキマスイッチ TOUR 2016 “POPMAN'S CARNIVAL”                           | ライブ       |
| 飲みに来ないか         | 2019年 | SUKIMASWITCH 15th Anniversary Special at YOKOHAMA ARENA 〜Reversible〜 | ライブ       |
| 飲みに来ないか         | 2021年 | スキマスイッチ TOUR 2020-2021 Smoothie                                 | ライブ       |
| 飲みに来ないか         | 2023年 | POPMAN'S WORLD -Second-                                                | ライブ       |
| 飲みに来ないか         | 2024年 | スキマスイッチ 20th Anniversary "POPMAN'S WORLD 2023 Premium"          | ライブ       |
| 雨待ち風               | -      | →「 雨待ち風#収録アルバム 」を参照                                     | -            |

## カバー
キレイだ
- 2024年5月29日、SUPER BEAVERがトリビュート・アルバム『みんなのスキマスイッチ』でカバー[5]。